# Кесималь, Сердар
Серда́р Кесима́ль (нем. и тур. Serdar Kesimal; 24 января 1989 года, Вупперталь, Германия) — турецкий и немецкий футболист, защитник.

## Клубная карьера
Воспитанник клуба «Шпортфройнде Дёнберг 1927». В возрасте 16 лет перешёл в «Вупперталлер СФ Боруссия», в этом клубе выступал не только за молодёжный состав, но и выходил на поле за взрослую команду в матчах третьей региональной лиги. В 2007 году перешёл в «Кёльн» и в своём первом сезоне играл за команду до 19 лет. В сезоне 2008/09 начал регулярно играть на взрослом уровне, выступая за вторую команду «Кёльна», провёл 20 матчей в лиге.
Перед началом сезона 2009/10 перешёл в команду турецкой Суперлиги «Кайсериспор». 29 августа 2009 года провёл свой дебютный матч в новом клубе, выйдя на замену вместо Делио Толедо в игре с «Денизлиспором». Всего за два сезона в «Кайсериспоре» Кесималь сыграл 55 матчей в лиге (26 в первом сезоне и 29 — во втором), забил 2 гола и сделал две голевые передачи.
25 августа 2011 года Кесималь перешёл в «Фенербахче», столичная команда обменяла его у «Кайсериспора» на двух игроков — опытного защитника Ильхана Экера и молодого Окана Алкана. Кесималь дебютировал в «Фенербахче» 12 декабря 2011 года в матче против «Бурсаспора», в своём первом сезоне сыграл 12 матчей.
Защитник не смог закрепиться в основном составе, проиграв конкуренцию за место в команде Джозефу Йобо и Эгемену Коркмазу. За два следующих сезона он лишь 6 раз выходил на поле в чемпионате Турции, несколько чаще появлялся на поле в матчах Кубка страны и стал его обладателем в сезоне 2012/2013. Также на его счету две игры в еврокубках.

## Международная карьера
В 2008 году Кесималь начал выступать за молодёжную сборную Турции и за три года сыграл 17 матчей за команды U20 и U21.
В первую сборную его впервые вызвали в ноябре 2010 года. 17 ноября 2010 в игре с Голландией футболист вышел на поле и отыграл все 90 минут. Последнюю на данный момент игру за сборную он провёл в сентябре 2011 года.

## Достижения
- Обладатель Кубка Турции: 2012/13